# Swansea Rugby Football Club
Maillots
Le Swansea Rugby Football Club  est un club professionnel galloise de rugby à XV fondée en 1873 et évoluant dans le Super Rygbi Cymru (en).
Les couleurs de l'équipe originelles sont toutes blanches, aussi s'appellent-ils parfois les All Whites. Leur stade est le St Helens Rugby and Cricket Ground à Brynmill, Swansea.
Swansea RFC est en 1881 un des onze clubs fondateurs de la Fédération galloise de rugby à XV.
Pour continuer à connaître le haut niveau, le Swansea RFC et le Neath RFC se sont unis pour former les Neath-Swansea Ospreys en 2003, mais chacun des clubs existe toujours et joue dans le championnat semi-professionnel gallois appelé Welsh Premiership.

## Histoire
Ils rencontrent et battent les All Blacks en tournée 11 à 3 le samedi 28 septembre 1935, devenant le premier club à avoir battu les All Blacks.
En novembre 1992, le Swansea RFC bat l'Australie 21 à 6 en tournée (lorsque les Wallabies sont les champions du monde en titre).
En 2024, la fédération galloise lance le Super Rygbi Cymru (en), première compétition professionnelle incluant dix équipes. Appliquée pour la saison 2024-2025, Swansea en fait partie,.

## Palmarès
- Coupe d'Europe :
  - Demi-finaliste (1) : 1996.
- Championnat du pays de Galles :
  - Champion (non officiel) (9) : 1899, 1900, 1901, 1902, 1904, 1905, 1913, 1980 et 1983.
  - Champion (4) : 1992, 1994, 1998 et 2001.
- Coupe du pays de Galles :
  - Vainqueur (3) : 1978, 1995 et 1999.
  - Finaliste (7) : 1976, 1980, 1983, 1987, 1992, 1997 et 2000.

## Joueurs célèbres
- William Richard Arnold
- Sid Bevan
- Dewi Bebb
- William Bowen
- Colin Charvis
- Maurice Colclough
- Sam Cordingley
- Claude Davey
- Mervyn Davies
- Stuart Evans[3]
- Gavin Henson
- Scott Gibbs
- Dai Jones
- Dick Jones
- Ivor Jones
- Robert Jones
- Will Joseph
- Robin McBryde
- Kevin Morgan
- Dick Moriarty
- Paul Moriarty
- Darren Morris
- Dicky Owen
- Clive Rowlands
- Mike Ruddock
- Haydn Tanner
- Don Tarr
- Mark Taylor
- Arwell Thomas
- Clem Thomas
- Watcyn Thomas
- Billy Trew
- Clive Williams

## Infrastructures

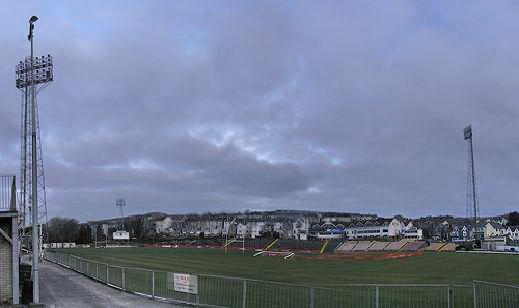
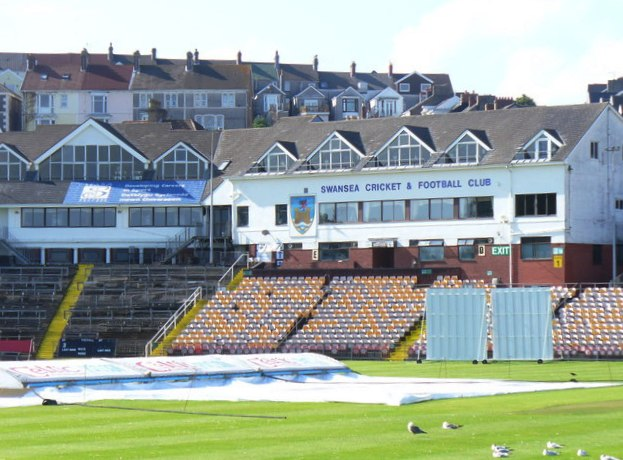
Stade St Helens Rugby and Cricket Ground